# Volica
Volica est un village de Slovaquie situé dans la région de Prešov.

## Histoire
Première mention écrite du village en 1405.

## Démographie

### Évolution de la population
| Année:               | 1994. | 2004.    | 2014.   | 2024.    |
| -------------------- | ----- | -------- | ------- | -------- |
| Nombre de personnes: | 366   | 326      | 298     | 254      |
| Différence:          |       | -10,92 % | -8,58 % | -14,76 % |

| Année:               | 2023. | 2024.   |
| -------------------- | ----- | ------- |
| Nombre de personnes: | 259   | 254     |
| Différence:          |       | -1,93 % |